# Sykesville (Maryland)
Sykesville é uma cidade  localizada no estado americano de Maryland, no Condado de Carroll.

## Demografia
Segundo o censo americano de 2000, a sua população era de 4197 habitantes.
Em 2006, foi estimada uma população de 4459, um aumento de 262 (6.2%).

## Geografia
De acordo com o United States Census Bureau tem uma área de
4,1 km², dos quais 4,1 km² cobertos por terra e 0,0 km² cobertos por água. Sykesville localiza-se a aproximadamente 105 m acima do nível do mar.

## Localidades na vizinhança
O diagrama seguinte representa as localidades num raio de 20 km ao redor de Sykesville.